# Booty Bounce
Booty Bounce è un singolo della cantante statunitense Dev. Prodotto dai The Cataracs, sebbene sia stato pubblicato successivamente, la canzone Booty Bounce è stata campionata nel singolo Like a G6 dei Far East Movement che ha raggiunto la prima posizione nella US Billboard Hot 100 e ha venduto oltre quattro milioni di download negli Stati Uniti.

## Video Musicale
Il video musicale è stato diretto da Ethan Leader. Nel video Dev cambia diverse volte abbigliamento, per l'esattezza ha indossato 26 completi differenti. Per registrare il video la cantante ha dovuto cambiarsi 26 volte e registrare per ogni completo la parte del video. Tutto l'abbigliamento è marchiato "Hellz-Bellz" salvo per la calzetteria, "American Apparel".
Il video vede la partecipazione dei produttori, i fondatori della casa discografica e il rapper T. Mills.
Il video conta 18 milioni di visualizzazioni dalla pubblicazione, diventando il quinto video di maggior successo di Dev. Le vendite di Booty Bounce sono state incluse tra quelle di Like A G6, perciò il brano non è mai entrato nelle classifiche radiofoniche.

## Tracce
- EP digitale[3]

1. Booty Bounce (Original) - 3:13
2. Booty Bounce - 3:13
3. Booty Bounce (Fantastadon Remix) Explicit - 5:15
4. Booty Bounce (Dillon Francis Remix) Explicit - 3:42